# Асирци
Асирци (неправилно Асиријци), односно Сирци, или „Халдејци” (на арамејском/сиријском: ܣܘܪܝܝܐ, сурјојо), називи су који се користи за хетерогену етничку групу која живи на просторима данашњег Ирака, Ирана, Турске, Сирије и Либана. Унутрашња хетерогеност ове групе огледа се у знатним идентитетским различитостима.
Све три скупине признају међусобну сродност и теже ка јединству, али оно још увек није постигнуто због различитих традиција и верске подвојености.

## Порекло
Савремени Асирци се издају за потомке древних, односно старих Асираца, који су у старом веку створили Асирско царство. Насупрот њима, Сирци не инсистирају на овој конструкцији, већ свој идентитет везују за богату културно-историјску и књижевну баштину која је настала на сирском језику. Мањи део се сматра Халдејцима, али њих не би требало мешати са старим Халдејцима, који су у античко доба створили Халдејско царство у јужном делу Месопотамије. Назив „Халдејци” је поново ушао у употребу између 17. и 19. века, када се једна група Асираца одвојила од Асирске цркве Истока и ушла у унију са Римокатоличком црквом. Своју цркву су ови Асирци првобитно (1553. године) назвали „Црква Асирије и Мосула”, а свог верског поглавара патријарх Источних Асираца, више од 100 година касније (1683. године) име цркве је промењено у Халдејска католичка црква. Они су се касније поново ујединили са Асирском црквом Истока, а данашњи „Халдејци” потичу од друге групе Асираца из северне Месопотамије, која је 1830. године такође ушла у унију са Римокатоличком црквом. Према томе, термин Халдејац, треба схватити искључиво као назив за верску групу, док је њихова припадност асирском народу неспорна.

## Демографија
Данашњи Асирци, односно Сирци и Халдејци углавном живе на Блиском истоку, али су током 20. века великим делом емигрирали на Кавказ, односно у Северну Америку и Европу. Има их око 3,3 милиона, укључујући дијаспору. Највише их је у Ираку и Сирији. Семитског су порекла, а по вери су углавном хришћани.

## Вера
Данашњи Асирци, односно Сирци и Халдејци су највећим делом хришћани и подељени су у неколико цркава. Асирци највећим делом припадају Асирској цркви Истока (несторијанци који користе грегоријански календар) и Древној цркви Истока (несторијанци који користе јулијански календар). Сирци су највећим делом следбеници Сиријске оријентално-православне цркве (миафизити) и Сиријске католичке цркве (унијати западносиријског (миафизитског) обреда). Халдејци већином припадају Халдејској католичкој цркви (унијати источносиријског (несторијанског) обреда).

## Језик
Стари Асирци су говорили древним акадским језиком (познат и као асиро-вавилонски), који је припадао источносемитским језицима. Када се Асирско царство проширило на запад, арамејски је постао доминантан и као таквог су га око 1000–800. године п. н. е. прихватили стари Асирци. Већина данашњих Асираца говори неоарамејским језиком.
Припадници Асирске цркве Истока, Древне цркве Истока и Халдејске католичке цркве говоре североисточним новоарамејским дијалектом и насељавају северни Ирак, северозападни Иран и југоисточну Турску, док припадници Сиријске оријентално-православне цркве и Сиријске католичке цркве говоре централним новоарамејским дијалектом и насељавају северну Сирију, јужну Турску и северни Ирак.

## Значајни Асирци
- Јефрем Сирин

## Слике
- Застава Асирског народа